# Node (xarxa)
Un node (llatí: nodus, nus) és un punt d'intersecció / connexió dins d'una xarxa. En un entorn on tots els dispositius són accessibles a través de la xarxa, aquests dispositius són tots considerats nodes. El concepte de nodes funciona en diversos nivells, però la visió de gran format defineix els nodes com els principals centres a través dels quals el trànsit d'Internet sol passar. Aquest ús és una mica confús, ja que aquests mateixos nodes d'Internet també es denominen hubs d'Internet.
La idea dels nodes es va popularitzar amb l'adopció de la teoria de commutació de paquets i el concepte de xarxes distribuïdes. En aquest context, els nodes eren portes d'accés que poden rebre, emmagatzemar i enviar informació per diferents rutes a través d'una xarxa distribuïda. Cada node té una posició igual dins de la xarxa, el que significa que la pèrdua de qualsevol node no afectarà significativament la xarxa.
Quan s'aplica a una oficina o xarxa personal, però, un node és simplement un dels dispositius que realitza una funció particular. Com a tal, la pèrdua d'aquest node sol significar la pèrdua de la funció, com ara la impossibilitat d'utilitzar una impressora.